# Intelligence économique
 (juin 2023).
Motif : Informations anciennes (2006-2007) conjuguées au futur, redondances, pb de plan et de clarté.
 (mars 2016).
Si vous disposez d'ouvrages ou d'articles de référence ou si vous connaissez des sites web de qualité traitant du thème abordé ici, merci de compléter l'article en donnant les références utiles à sa vérifiabilité et en les liant à la section « Notes et références ».
 (mars 2016).

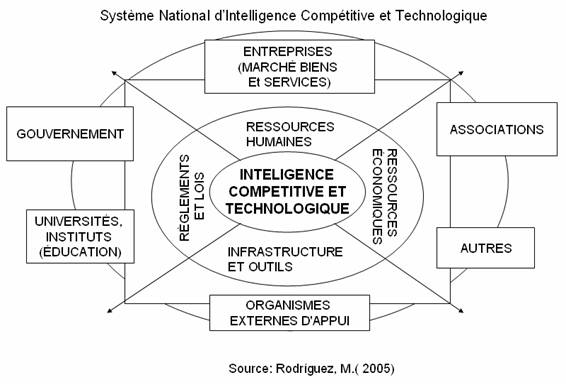
Diagramme sur le système d'intelligence compétitive et technologique.

L'intelligence économique est l'ensemble des activités coordonnées de collecte, de traitement, de diffusion, de protection de l'information utile aux acteurs économiques, et d'actions d'influence et de notoriété. Elle se distingue de l'espionnage économique et/ou industriel car elle se pratique ouvertement et utilise uniquement des informations blanches ou grises obtenues par des moyens légaux. Le terme intelligence économique vient d'une traduction de l'expression anglaise competitive intelligence.
Les spécialistes du domaine résument l'intelligence économique en un triptyque : veille (acquérir l'information stratégique pertinente), protection des informations (ne pas laisser connaître ses informations sensibles) et influence (propager une information ou des normes de comportement et d'interprétation qui favorisent sa stratégie).

## Définitions
La définition de l'intelligence économique a longtemps fait l’objet d’intenses débats théoriques et pratiques. La première définition de l'intelligence économique moderne date de 1967 par Harold Wilensky, dans un ouvrage intitulé L'Intelligence organisationnelle (Organizational Intelligence : Knowledge and Policy in Government and Industry). Il définit l'intelligence économique comme l'activité de production de connaissance servant les buts économiques et stratégiques d'une organisation, recueillie et produite dans un contexte légal et à partir de sources ouvertes.
Cette définition a été reprise et travaillée une première fois en France par la commission Intelligence économique et stratégie des entreprises du commissariat général du Plan en 1993, sous la présidence d'Henri Martre. Le rapport Martre, œuvre collective du commissariat du Plan intitulée « Intelligence économique et stratégie des entreprises », donne la définition suivante :
« L’intelligence économique peut être définie comme l'ensemble des actions coordonnées de recherche, de traitement et de distribution, en vue de son exploitation, de l'information utile aux acteurs économiques. Ces diverses actions sont menées légalement avec toutes les garanties de protection nécessaires à la préservation du patrimoine de l'entreprise, dans les meilleures conditions de qualité, de délais et de coûts. L’information utile est celle dont ont besoin les différents niveaux de décision de l’entreprise ou de la collectivité, pour élaborer et mettre en œuvre de façon cohérente la stratégie et les tactiques nécessaires à l’atteinte des objectifs définis par l’entreprise dans le but d'améliorer sa position dans son environnement concurrentiel. Ces actions, au sein de l'entreprise, s’ordonnent autour d’un cycle ininterrompu, générateur d’une vision partagée des objectifs de l'entreprise. »
Claude Revel présente l'intelligence économique sous trois volets : la gestion d'information ou des connaissances, la protection et l'influence. :« L’intelligence économique, c’est la maîtrise de l’information, le but étant de connaître son environnement extérieur et par conséquent d’adapter par avance sa conduite. Elle permet d’identifier les opportunités et les déterminants du succès, d’anticiper les menaces, de prévenir les risques, de se sécuriser, d’agir et d’influencer son monde extérieur dans une optique de compétitivité internationale. L’intelligence économique se compose de trois volets. Le premier concerne le traitement de l’information. Cela consiste à recueillir les informations nécessaires, à les trier et à les valider. En d’autres termes, ce premier volet consiste à avoir l’information pertinente sur ses concurrents, sur les règles et les normes et d’une manière générale sur tout son environnement extérieur international. Le deuxième volet consiste à se sécuriser au niveau matériel mais surtout au niveau immatériel, c’est-à-dire à avoir la capacité d’anticiper les risques et les problèmes qui se rattachent notamment à la propriété intellectuelle, aux attaques sur son image ou sur son capital. Ce deuxième volet accorde une grande importance à la sécurisation des actifs immatériels. Le troisième volet consiste à savoir influencer et argumenter, convaincre, négocier, faire du lobbying professionnel mais également à savoir exercer l’influence normative en anticipant les règles et les normes internationales et en participant éventuellement à leur élaboration. L’intelligence économique permet de mieux connaître ses concurrents, les donneurs d’ordre, les règles et les normes qui peuvent influencer son activité et donc d’agir sur son environnement au lieu de le subir. Reste à noter que l’intelligence économique doit être déontologique et loin des pratiques d’espionnage, de vol et de trafic d’influence. » Rémy Pautrat propose la définition d'une intelligence territoriale.
La remise d'une information stratégique et utile au bon moment, à la bonne personne et dans le bon contexte permet d'obtenir un avantage compétitif décisif. Certaines entreprises sensibles, notamment dans des secteurs fortement concurrentiels, comme les industries de l'armement, pharmaceutique ou automobile, sont des précurseurs dans le domaine de l'intelligence économique.

## Cycle, contenu et fonctions de l’intelligence économique
L’intelligence économique peut :
- soit rechercher des informations sur un sujet déterminé considéré comme stratégique : question posée par la direction conduisant à la recherche de renseignement ;
- soit recueillir des informations sur le contexte de l'organisation à partir du processus de veille, discerner celles qui sont d'un intérêt stratégique pour l'entreprise, les structurer dans la mémoire collective, et définir les plans d'action.

La première approche est l'approche classique du renseignement qui était adoptée par les services secrets. Elle est critiquée par Harold Wilensky en 1967 et Steven Dedijer en 1972.
La deuxième approche est la nouvelle approche de l'intelligence économique, dans le cadre de la mondialisation. Elle privilégie la perception de l'environnement, en utilisant les sources ouvertes, qu'elles soient obtenues par les relations humaines ou des sources écrites.
Les Américains appellent le processus d'intelligence des sources ouvertes open source intelligence (OSINT).
Aux États-Unis, plusieurs concepts illustrent l'interaction croissante entre les domaines d'activité (environnement, social, économique, juridique, militaire…) : le concept d'économie circulaire employé par Al Gore ; les concepts de croissance en limitation de ressource de Paul Romer ; les systèmes d'information agiles de l'architecture orientée services et réseau centré.
Dans le deuxième cas, on ne sait pas exactement ce que l'on va trouver. Par rapport à la vision technique du renseignement, l'analyse des informations, leur structuration, leur déclinaison en stratégie et la mise en œuvre des actions sont plus élaborées et beaucoup plus réparties dans l'organisation.
Les axes d'effort sont alors la recherche et recueil des informations, leur traitement, la formulation de raisonnements stratégiques, la mise en œuvre des actions et l'animation des réseaux, l'évaluation des effets et mutualisation des pratiques.
Bernard Besson et Jean-Claude Possin distinguent quatre fonctions de l'intelligence économique :
- le réseau est souvent divisé en réseau externe, constitué de personnes n'appartenant pas à l'entreprise, de provenances diverses (connaissances des employés, clients, fournisseurs, partenaires, contacts délibérés…) et en réseau interne, à savoir les employés de l'organisation qui peuvent servir d’experts sur une question, et fournir des informations ;
- la mémoire est le seul organe spécifique de l'intelligence économique. Elle est chargée de mémoriser les informations et connaissances explicites de l'entreprise, obtenues ou non grâce à l'intelligence économique. Elle peut être organisée dans le cadre d'un projet d'ingénierie des connaissances. Il s'agit d'un référentiel structuré dont, idéalement, les données principales (métadonnées) sont compatibles avec la structure du système d'information et répondent à des normes de mise en cohérence interne et externe ;
- la maîtrise. L'intelligence économique est au service de l'organisation. À ce titre, elle est pilotée par le chef d'entreprise, qui doit définir ses objectifs et les grandes questions auxquelles elle devra répondre. La qualité des questions est capitale pour obtenir des informations intéressantes. Au départ, les questions devront rester les plus ouvertes possibles pour ne pas exclure a priori des informations clés qui pourraient surgir du contexte. L'éthique et la déontologie relèvent de cette fonction ;
- l'analyse. Il s'agit des correspondants du réseau d'intelligence économique qui produisent des questions pertinentes et valident les réponses en offrant des choix multiples à l'entreprise. Elle est organisée transversalement, comme le réseau et la mémoire.

Jean-Louis Levet et Robert Paturel identifient, de leur côté, les quatre fonctions suivantes : maîtrise du patrimoine scientifique et des savoir-faire, détection des occasions et des menaces, coordination des stratégies, mise en œuvre de pratiques d'influence.
On peut rapprocher ces fonctions de notions similaires quoiqu'assez différentes : les éléments clés de la stratégie donnée en réseau centré du département de la défense des États-Unis.

## Processus d'intelligence économique dans le cycle moderne

### Veille
Le recueil des informations est l’objet du processus de veille (passif) ou de renseignement (actif), qui est une recherche proactive d'informations. Ces informations sont, soit orales obtenues par relations humaines (renseignement humain, « HUMINT » en langage de renseignement), soit écrites recueillies par un processus d'intelligence des sources ouvertes (renseignement d'origine source ouverte, « OSINT ») et de recherche d'information sur le Web à l'aide de moteurs de recherche.
Le processus d'intelligence fait appel à des qualités de discernement ou d'intuition de la part des veilleurs et des experts, dans la perception de l'environnement.
L'intuition est une prise de conscience immédiate et individuelle. Elle peut conduire à des erreurs d'appréciation. Il faut donc vérifier les informations à partir de plusieurs sources, et discerner par perception précoce quelles sont les informations justes, utiles, dont on pourra faire le meilleur usage, en fonction de la réglementation par exemple, ou du contexte.
La veille passe par l'utilisation sur le Web de moteurs de recherche sophistiqués, dont les performances dépendent des caractéristiques techniques : recherches plein texte, ou, de plus en plus, recherches sémantiques avec utilisation de métadonnées. La veille doit dépister les stratégies de diversion de l'adversaire, qui peuvent se manifester par des rumeurs, des bruits, de la désinformation.
Les différents types de veille sont :
| - Veille acquisitions - Veille boursière - Veille commerciale - Veille concurrentielle - Veille créative - Veille environnementale - Veille juridique - Veille médiatique - Veille pédagogique - Veille politique | - Veille propriété industrielle et intellectuelle - Veille juridique et réglementaire - Veille scientifique - Veille signaux faibles - Veille sociale - Veille sociétale - Veille sportive - Veille stratégique - Veille technologique - Veille territoriale |

### Traitement et interprétation des informations recueillies
Les informations recueillies sont analysées et structurées par la méthode Forces, faiblesses, occasions, menaces (matrice FFOM). L'équivalent en anglais est Strengths, Weaknesses, Opportunities, Threats (SWOT).
L'utilisation du modèle de Learned, Christensen, Andrews et Guth (Harvard, 1962), plus connu sous le nom de SWOT, est cependant critiquée[réf. nécessaire].

### Formulation des raisonnements stratégiques
À ce stade, l'organisation peut être amenée à définir un plan de protection du patrimoine informationnel, et une stratégie de sécurité des systèmes d'information.

### Mise en œuvre des actions et animation des réseaux
La blogosphère de l'intelligence économique est présente sur Internet à travers de nombreux sites généralistes ou centrés sur un thème particulier comme la veille, la géostratégie, l'e-réputation, le lobbying, la cybercriminalité ou la gestion des connaissances.

## Politiques mises en place

### En France
Après le Japon dans les années 1970 et les États-Unis à la fin des années 1980, la France s'est lancée à son tour dans la démarche d'intelligence économique, initialement au début des années 1990.
L’intelligence économique en France doit « contribuer à la croissance, au renforcement de l’emploi sur le territoire national, préserver la compétitivité et sécuriser les entreprises françaises ».

#### Historique

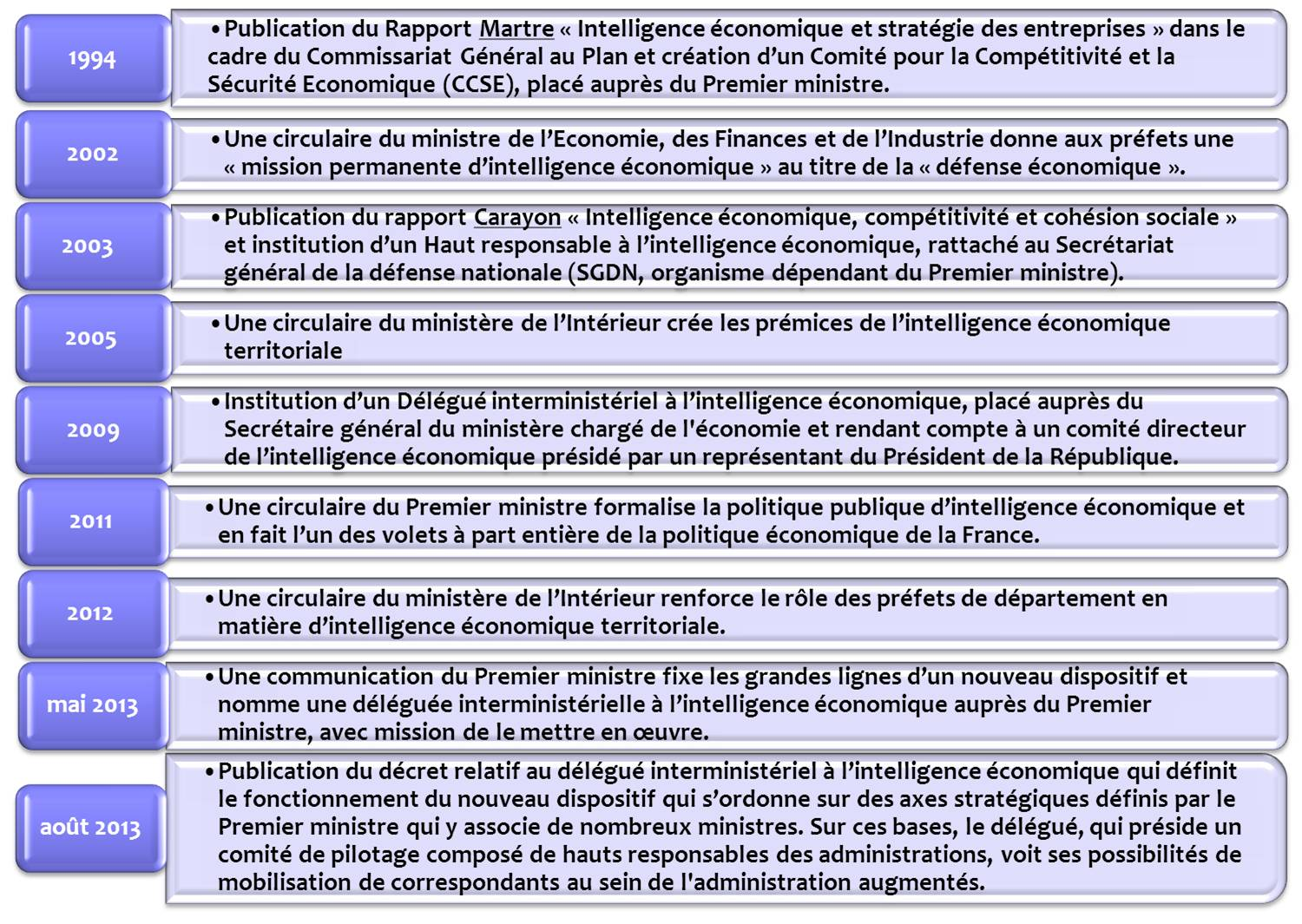
Principales étapes de la construction du système français d'intelligence économique.

Après les travaux de quelques pionniers (Jacques Villain, Philippe Baumard, Amiral Pierre Lacoste, Henri Dou, François Jakobiak, Vahé Zartarian), l'intelligence économique est officiellement introduite en France en avril 1992 par la création de la branche française de Society of Competitive Intelligence Professionals (SCIP) France à l'initiative de Robert Guillaumot, Yves-Michel Marti, Bruno Martinet et Jean-Pierre Bernat. Cette association réunit 400 membres en France et 6 000 dans une cinquantaine de pays.
En 1994, le rapport du Commissariat général du Plan intitulé Intelligence économique et stratégie des entreprises, appelé parfois « rapport Martre » (du nom de son rédacteur, Henri Martre, ancien président-directeur général d'Aérospatiale), apporte la légitimité de l’État à ces nouvelles pratiques. L'idée de la création d'un groupe d'études sur la question est apportée au Plan par Philippe Baumard et Christian Harbulot. Le groupe est constitué de façon informelle et compte pour sa grande majorité des membres issus des contacts personnels de Philippe Baumard et Christian Harbulot, ce qui constitue une première pour un groupe d'études du Plan. En avril 1995, le Comité pour la compétitivité et la sécurité économique est créé. Il est placé auprès du Premier ministre et comprend sept membres élus pour deux ans (chefs d’entreprises, scientifiques, syndicalistes). Ce comité tombe en désuétude à partir de 1997 sous le gouvernement de Lionel Jospin, qui ne renouvelle pas ses membres.
Dès les années 2000, le Ministère des Affaires étrangères est alerté, à la suite de tentatives de prise de contrôle de sociétés françaises sensibles, de l'activisme de fonds d'investissement étrangers. Deux fonds d'investissement américains supposés proches de la CIA, Texas Pacific Group et Spectrum Equity Investors, cherchent à prendre le contrôle de la société française Gemplus, leader mondial des cartes à puces. Puis, en 2004, Eutelsat est visée par ces deux mêmes fonds. Les pouvoirs publics évoquent la « remise en cause de la continuité et de la sécurité de diffusion des chaînes publiques françaises et européennes », les « risques industriels », dans la mesure où « Eutelsat a recours en exclusivité aux services de lancement d'Arianespace », ou encore les « menaces pour l'utilisation d’Eutelsat par les forces militaires de pays européens » qu'aurait représentées cette opération. Ils réussissent à limiter la montée en puissance de ces fonds à 23,3 % contre le tiers du capital espéré.
Bernard Carayon, député (UMP) du Tarn, remet en juin 2003 au Premier ministre un rapport intitulé Intelligence économique, compétitivité et cohésion sociale, qui la présente comme une politique publique destinée à garantir la cohésion sociale en assurant le développement économique[réf. nécessaire]. Une de ses annexes présente plusieurs définitions parfois contradictoires de l'intelligence économique pour mieux souligner la difficulté de la définir. Parmi les conséquences de ce rapport, on compte la nomination d'un Haut responsable à l'intelligence économique rattaché au Premier ministre en la personne de Alain Juillet, dont le parcours professionnel (postes de direction dans le privé et service dans les renseignements) lui donne une forte crédibilité vis-à-vis de l'État, bien que son expérience personnelle dans le domaine de l'intelligence économique d'entreprise soit limitée, et qui tente de fédérer et de contrôler la profession par la création d'un syndicat professionnel, le Syndicat français de l'intelligence économique ; le lancement des pôles de compétitivité par Dominique de Villepin ; la mise en œuvre d'une politique d'intelligence territoriale par Nicolas Sarkozy[réf. nécessaire].

#### Organisation étatique
Le 31 décembre 2003, Alain Juillet est nommé haut responsable chargé de l'intelligence économique chargé de l'intelligence économique au SGDN (Secrétariat général de la défense nationale) par le président de la République à la suite du rapport « Intelligence économique, compétitivité et cohésion sociale » du député Bernard Carayon.
Le 12 octobre 2004 François Asselineau est nommé au poste de directeur de la délégation générale de l'intelligence économique à Bercy.
Le ministre de l'Industrie annonce en septembre 2005 la publication prochaine du décret d'application de la loi modifiant le code monétaire et financier. Ce décret devrait comprendre une liste de secteurs dits « sensibles » (la presse cite les casinos, l'armement, la cryptologie, les biotechnologies, la sécurité des systèmes d'information…).
- Coordination entre le délégué interministériel au développement durable et le haut responsable chargé de l'intelligence économique (septembre 2005), représentants deux mondes ayant peu en commun[12],[13]
- Nomination du Coordonnateur ministériel à l'intelligence économique au sein des ministères de Bercy en août 2006
- Mise en œuvre du dispositif d'intelligence économique au sein des Ministères économique et financier à Paris et dans les régions : les chargés de mission régionaux à l'intelligence économique, par la circulaire du 21 mars 2007[14]
- Nomination d'un Délégué Interministériel à l'Intelligence Économique le 17 septembre 2009
- Nomination d'un nouveau Coordonnateur ministériel à l'intelligence économique des ministères économique et financier en août 2010
- Le Premier ministre précise l'action de l'État en matière d'intelligence économique au niveau des administrations centrales et des services déconcentrés par la circulaire du 15 septembre 2011
- Nomination de Claude Revel le 29 mai 2013, Déléguée interministérielle à l’intelligence économique, poste rattaché au Premier ministre. À compter du 3 août 2015, un nouveau délégué interministériel (Jean-Baptiste Carpentier) est nommé par décret.

Un nouveau décret, instituant un « commissaire à l'information stratégique et à la sécurité économiques » et portant sur la création du service à compétence nationale dénommé « service de l'information stratégique et de la sécurité économiques » verra le jour le 29 janvier 2016. Ce commissaire (Jean-Baptiste Carpentier) élabore et propose, en lien avec le secrétariat général de la défense et de la sécurité nationale et les autres ministères concernés, la politique publique en matière de protection et de promotion des intérêts économiques, industriels et scientifiques de la Nation. Il est placé auprès du ministre chargé de l'économie. Quant au « service de l'information stratégique et de la sécurité économiques », il est rattaché au directeur général des entreprises du Ministère de l'économie, dirigé par le commissaire susmentionné et est à compétence nationale. Il faut noter l'abandon du vocable « intelligence économique ».

### Dans l'Union européenne et les États membres autres que la France
La France n'est pas le seul pays européen à avoir mis en place une politique d'intelligence économique.
Au 1er janvier 2006, tous les pays membres de l'Union européenne, à l’exception des Pays-Bas, de la Belgique et de l'Autriche, ont mis en place des dispositifs de contrôle des investissements étrangers concernant l'ordre public et la défense nationale.

### Aux États-Unis
Aux États-Unis, l'intelligence économique est pratiquée activement depuis la Seconde Guerre mondiale.
Alors qu'en France, on considère que le volet offensif est du domaine des entreprises, et le volet défensif (dispositifs de protection contre des investisseurs non nationaux) du domaine de l'État, les États-Unis ne font pas cette distinction. Les secteurs militaires et civils communiquent beaucoup plus qu'en Europe.
À la fin des années 1980, l'administration des États-Unis a lancé la politique d'advocacy de soutien aux entreprises, qui est essentiellement une stratégie offensive.

#### Grandes lignes de la politique d'intelligence économique des États-Unis

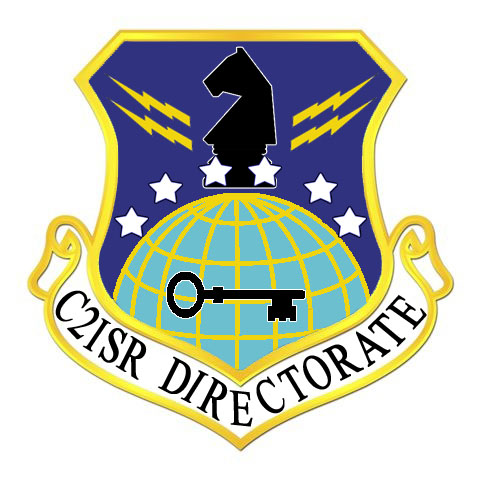
Logo du Command, Control, Communication, Intelligence, Surveillance and Reconnaissance.

La politique actuelle d'intelligence économique des États-Unis résulte du constat effectué après la guerre du Viêt Nam de la nécessité d'adapter l'Armée américaine au contexte des guerres modernes. Le programme Continuous Acquisition and Life-cycle Support (CALS) a d'abord été conçu dans les années 1980 pour édicter des exigences vis-à-vis des fournisseurs du département de la défense. Puis les exigences sur l'ensemble des fonctions militaires ont été décrites dans Command, Control, Communication, Intelligence, Surveillance and Reconnaissance (C3ISR) (guerre du Golfe), devenu C4ISR.
De nouveaux concepts de systèmes d'information en réseau, le Network centric warfare, ont été utilisés pour la première guerre du Golfe en 1991. Ils structurent depuis le début des années 1990 l'architecture des systèmes d'information des organismes stratégiques des États-Unis. Un cadre d'architecture des systèmes d'information a été défini en 2003 (Department of Defense Architecture Framework, DoDAF), dans l'esprit de la stratégie des données en réseau centré (Net-centric data strategy).
Globalement, on peut dire que la stratégie actuelle du département de la défense s'articule autour de trois éléments clés :
- la définition de communautés d'intérêt (communities of interest) ;
- la description de standards de métadonnées, correspondant aux besoins en données des communities of interest (COI) ;
- la définition de Global Information Grid enterprise services (services d'entreprise Global Information Grid, GIG).

Cette stratégie influence en fait pour une grande part les systèmes d'information mondiaux sur Internet.

#### Principales caractéristiques
La politique d'intelligence économique des États-Unis s'appuie :
- sur des méthodologies de partage structuré d'informations comme le Network centric warfare utilisées dans des salles d'opérations (familièrement appelées war room, qui procurent aux entreprises des secteurs stratégiques une très grande puissance d'investigation et de décision ; le web et les métadonnées sont massivement employés pour indexer les ressources informatiques. Les organisations publiques américaines gèrent des registres de métadonnées qui permettent de partager ou de voiler les informations sur le web ;
- sur une politique d'influence dans tous les domaines : culturel et linguistique, technologique, juridique, réglementaire, fonctionnel (conseil, audit, notation), moral (corruption, droits de l'homme, écologie), multimédiatique (internet)[18] ; elle se manifeste auprès d'un grand nombre d'organisations internationales (Organisation mondiale du commerce, World Business Council for Sustainable Development, ONU, OCDE, Union européenne…) ;
- sur le concept de gestion de la perception (en anglais perception management) permettant de camoufler les initiatives internes des États-Unis à des cibles sélectionnées[19] ;
- sur des actions systématiques de normalisation, et de lobbying auprès des organismes qui définissent les règles du commerce international (chambre de commerce internationale, BASD[Quoi ?]),
- sur l'usage de la langue anglaise ;
- sur un système juridique (soft law) dans lequel le droit mou a plus de place ;
- sur la puissance financière des fonds de pension ;
- sur un dispositif de protection contre les acquisitions de sociétés américaines. 
Ce dispositif n'intervient qu'assez tard dans le processus : les projets d'acquisitions sont regardés par le Committee on Foreign Investment in the United States(CFIUS) dirigé par le secrétaire au Trésor, qui détermine au cas par cas si la vente à un propriétaire étranger d'une entreprise est censée « menacer d'affaiblir la sécurité nationale ». Des sociétés peuvent également avoir des statuts particuliers pour limiter les prises de contrôle hostiles[20]. LExxon-Florio National Security Test for Foreign protège également les entreprises américaines[21]. Enfin, le 11 septembre et les initiatives chinoises sur de grandes entreprises américaines jugées d'intérêt stratégique ont renforcé les réflexes protectionnistes (cf. tentative d'offre publique d'achat du chinois China National Offshore Oil Corporation sur la septième compagnie pétrolière américaine, Unocal, en juin 2005).
- sur un environnement législatif protégeant des domaines d'activité.
 Outre les sociétés, la loi américaine protège certains domaines d'activités comme les travaux d'infra-structures portuaires et la réparation navale interdits aux entreprises étrangères[22]. De même d'autres secteurs sont également soumis à un encadrement spécifique (compagnies aériennes…) interdisant et limitant le contrôle des sociétés américaines par des capitaux non américains.
- sur un environnement législatif favorisant les petites ou moyennes entreprises (PME). Le Small Business Act de 1982, programme d'aide aux Petite et moyenne entreprise, leur réserve 23 % des contrats gouvernementaux et 40 % de la sous-traitance[23].

### En Afrique
L'intelligence économique se développe sur le continent africain depuis les années 2010. On peut recenser plusieurs formations et entreprises dans le secteur, au premier rang desquelles l’École panafricaine d'intelligence économique et stratégique, sise à Dakar et qui forme des cadres dirigeants depuis 2009. Les Assises africaines de l'intelligence économique ont lieu tous les ans depuis 2016. La première édition de cet événement a rassemblé plus de 150 personnes.
Un Portail africain de l'intelligence économique en est issu, qui rassemble la communauté africaine de l'intelligence économique,,.
Depuis 2018, l'initiative Débat africain de l'intelligence économique organise à la fois des webinaires, des conférences et colloques, tant en Afrique qu'en Europe, sur des enjeux stratégiques pour le continent africain.

### En Asie
Au tournant du siècle, le Japon met en œuvre un nouveau modèle d'intelligence collaborative sous la forme de « communautés stratégiques de connaissance ». Le Japon a une politique d'intelligence économique depuis 1970.
La Chine s’est ouverte prudemment aux investissements étrangers, pour mettre à niveau du point de vue technologique et managérial son économie, mais de façon qui reste limitée dans la plupart des secteurs (banques, aciéries, constructeurs automobiles, cimenteries, raffineries, réseaux de distribution d'essence…) pour y garder un certain contrôle. Début 2006, l'acquisition d'une participation majoritaire dans une entreprise chinoise n'est pas encore permise, les investissements étrangers devant prendre la forme de partenariat limité à 20 % ou 25 % du capital suivant que l’investissement est le fait d’une seule entreprise ou d'un consortium.

## Organisation de la profession
L’amiral Pierre Lacoste a été chargé par Alain Juillet de définir les règles de fonctionnement de la profession de l'intelligence économique. La Fédération des professionnels de l'intelligence économique a été mise en place en 2005, notamment dans ce but. Les professionnels de l'intelligence économique exerçant en France se rassemblent et sont représentés par le Syndicat français de l’intelligence économique (Synfie), fondé le 14 décembre 2010.

### Questions éthiques
Le Syndicat français de l'intelligence économique dispose d'une charte d'éthique qui précise les grandes lignes des bonnes pratiques que ses membres s'engagent à respecter.
Par ailleurs, une contribution a été menée par l’Association lyonnaise d'éthique économique et sociale, pour ceux qui ne réduisent pas l'éthique à une pratique professionnelle.

### Modèle d'intelligence économique
L'Association française pour le développement de l'intelligence économique a identifié onze facteurs :
- sept facteurs d'action : leadership, éthique, prospective, perception de l'environnement, connaissances et compétences, influence, organisation en réseaux ;
- quatre facteurs de résultats : création de valeur, qualité de l'information, décision (Union européenne, gouvernement, gouvernance territoriale, gouvernance d'entreprise), image.

#### Ouvrages généraux
- Franck Bulinge, Intelligence économique: l'information au cœur de l'entreprise, Paris, Nuvis, mars 2013.
- Bruno Martinet et Yves-Michel Marti, L'intelligence économique : les yeux et les oreilles de l'entreprise, Paris, Éditions d'Organisation, 2e édition 2001, 1996  (ISBN 2-7081-2511-7).
- Éric Denécé et Claude Revel, L'autre guerre des États-Unis, Économie : les secrets d'une machine de conquête, Paris, R. Laffont, 2005  (ISBN 2-2211-0368-8).
- Bernard Carayon, Intelligence économique, compétitivité et cohésion sociale, rapport publié en juin 2003.
- Amiral Pierre Lacoste, Défense nationale et sécurité collective, les métiers de l'intelligence économique, février 2006.

#### Autres ouvrages
Cette bibliographie recense trop d'ouvrages (mars 2016). Les ouvrages doivent être de « référence » dans le domaine du sujet de l'article. Il peut être souhaitable de les insérer dans une référence et de les enlever de la section « bibliographie ». Il peut être également utile de créer un article bibliographique spécifique.
- Henri Dou, L'intelligence économique à l'heure du Jugaad, 2014  (ISBN 1-5147-1761-1).
- Lebrument Norbert, De la Robertie Catherine, Mortier Stéphane, La politique publique d'intelligence économique: le management public au service de l'entreprise, colloque AIRMAP, Aix-en-Provence, France, 2014.
- Christian Harbulot (direction),  Manuel de l'intelligence économique, Paris, Presses universitaires de France, 2012  (ISBN 2-1305-9140-X).
- Olivier de Maison Rouge, "Le droit de l'intelligence économique. Patrimoine informationnel et secrets d'affaires", Paris, Lamy, 2012
- Claude Revel, La France : un pays sous influences ?, Paris, Vuibert, 2012  (ISBN 2-3110-0632-0).
- Christophe Deschamps et Nicolas Moinet (Direction), La Boîte à Outils de l'intelligence économique, Paris, Dunod, 2011  (ISBN 2-1005-5112-4).
- Nicolas Moinet, Intelligence économique. Mythes et réalités, Paris, CNRS Éditions, 2011  (ISBN 2-2710-7272-7).
- Alphonse Carlier, Intelligence économique et knowledge management, La Plaine Saint-Denis, Afnor Éditions, 2012  (ISBN 2-1246-5367-9).
- Bertrand Warusfel, L'intelligence juridique : une nouvelle approche pour les praticiens du droit, Le Monde du droit, 1er-15 avril 2010.
- Amos David, Intelligence économique et problèmes décisionnels, Paris, Lavoisier : Hermès Science publications, cop. 2010  (ISBN 2-7462-2503-4).
- Ludovic François, Intelligence territoriale : l'intelligence économique appliquée au territoire, Paris, Lavoisier, 2008  (ISBN 2-7430-1113-0).
- François-Bernard Huyghe, Maîtres du faire croire. De la propagande à l'influence, Bry-sur-Marne, Vuibert, 2008,  (ISBN 2-7117-1194-3).
- Christian Marcon et Nicolas Moinet, L'intelligence économique, Paris, Dunod, coll. Les Topos, 2006  (ISBN 2-1004-9634-4).
- Éric Delbecque, L’intelligence économique : une nouvelle culture pour un nouveau monde, Presses universitaires de France, 2006  (ISBN 2-1305-5417-2).
- Éric de Fontgalland, Intelligence des marchés et développement international, Hermes Lavoisier, coll. Finance gestion management, 2005  (ISBN 2-7462-1070-3).
- Bernard Besson, Jean-Claude Possin, L'intelligence des risques, Dunod, 2005.
- Rémy Pautrat, La compétitivité des territoires, article dans « L’intelligence économique », no 2004 de La Revue Administration, décembre 2004.
- Bernard Besson, Dominique Fonvielle, Michel Fourez, Jean-Pierre Lionnet, Modèle d'intelligence économique, Paris, Economica, coll. Intelligence économique, 2004  (ISBN 2-7178-4913-0).
- Ludovic François (sd), Business sous influence, Paris, Éditions d’Organisation, 2004,  (ISBN 2-7081-3102-8).
- Pascal Frion, Accompagnement à la recherche d'information économique : l'intelligence économique expliquée pour une PME-PMI, A.r.n. Éditions, 2004,  (ISBN 2-9516800-0-7).
- Maryse Salles, Stratégies des PME et intelligence économique, une méthode d'analyse du besoin, Paris, Economica, coll. Intelligence économique, 2003  (ISBN 2-7178-4728-6).
- Bernard Besson, Jean-Claude Possin, L'audit d'intelligence économique, mettre en place et optimiser un dispositif coordonné d'intelligence collective, Dunod, 2002.
- Jean-Louis Levet, Les pratiques de l'intelligence économique, huit cas d'entreprises, Paris, Economica, coll. Intelligence économique, 2002  (ISBN 2-7178-4462-7).
- Franck Bulinge, L'intelligence économique pour les PME-PMI, 2002.
- Jérôme Dupré, Renseignement et entreprises, intelligence économique, espionnage industriel et sécurité juridique, Panazol, Lavauzelle, coll. Renseignement et guerre secrète, 2002  (ISBN 2-7025-0577-5).
- Bernard Besson et Jean-Claude Possin, Du renseignement à l'intelligence économique : Cybercriminalité, contrefaçon, veilles stratégiques : détecter les menaces et les opportunités pour l'entreprise, Paris, Dunod, 2001  (ISBN 2-10-005628-X).
- Dominique Fonvielle, De la guerre-- économique : une méthode de raisonnement tactique pour les décideurs, Paris, Presses universitaires de France, coll. Défense et défis nouveaux, 2002  (ISBN 2-1305-0036-6).
- Frank Bournois et Pierre-Jacquelin Romani, L'intelligence économique et stratégique dans les entreprises françaises, Paris, Economica, 2000  (ISBN 2-7178-4121-0).
- Frédéric Le Roy, Stratégie militaire et management stratégique des entreprises. Une autre approche de la concurrence, Paris, Economica, coll. Stratèges & stratégie, 1999,  (ISBN 2-7178-3846-5)
- Bertrand Warusfel, « Intelligence économique et pratiques juridiques », Revue d'intelligence économique, octobre 1999, no 5.
- Jean-François Bigay (direction), La nouvelle nationalité de l’entreprise, Paris, La Documentation française, 1999,  (ISBN 2-1100-4401-2).
- Bruno Martinet et Yves-Michel Marti, L'intelligence économique : comment donner une valeur concurrentielle à l'information, 2e édition 2001, Éditions d'Organisation, 1996,  (ISBN 2-7081-2511-7).
- Gil Fiévet et Raymond Alain Thiétart, De la stratégie militaire à la stratégie d’entreprise, Paris, InterÉditions, 1992,  (ISBN 2-7296-0444-8).
- Bernard Ésambert, La guerre économique mondiale, Paris, Olivier Orban, 1991,  (ISBN 2-8556-5588-9).
- Christian Harbulot, La machine de guerre économique, Paris, Economica, 1992,  (ISBN 2-7178-2389-1).
- Philippe Baumard, Stratégie et surveillances des environnements concurrentiels, Paris, Masson, 1991  (ISBN 2-2258-2437-1).
- Patrick Cansell, Management de l'information et connaissance du marché : développement des pratiques collectives d'intelligence économique et de management de l'information dans une démarche d'adaptation de l'entreprise à son environnement. Expérimentations et résultats : Giat Industries 1998-2002, thèse de doctorat.
- Christian Harbulot, Techniques offensives et guerre économique, Paris, Association pour la diffusion de l'information technologique, coll. Étude ADITECH-CPE, 1990  (ISBN 2-9073-3016-0).
- Guy Devillebichot, Initiation à l'intelligence économique, Toulouse, Privat, coll. Regard, 1968 (OCLC 3651093).
- Audrey Knauf, Les dispositifs d'intelligence économique : Compétences et fonctions utiles à leur pilotage, Paris, L'Harmattan, 2010  (ISBN 2-2961-1932-8).

#### Généralités
- Stratégie de puissance
- Culture stratégique
- Stratégie d'entreprise ; SWOT
- Intelligence ; décision ; Intelligence collective
- Intelligence culturelle
- Perception de l'environnement (intelligence économique)
- Économie du savoir
- Renseignement
- Nationalisme économique
- Guerre économique
- Espionnage industriel

#### Sécurité de l'information
- Sécurité de l'information
- Sécurité des systèmes d'information
- Souveraineté numérique
- Fuite d'information

#### Phases et méthodes
- Veille en entreprise
- Intelligence des sources ouvertes
- Benchmarking
- Gestion des connaissances (knowledge management)
- Rétro-ingénierie
- Élicitation
- Livre blanc
- Signaux faibles
- Business wargame
- Salle d'opérations (Warroom)

#### Mémoire
- Métadonnées
- Data mining
- Datawarehouse
- Informatique décisionnelle
- Secret industriel

#### Aux États-Unis
- Gestion de la perception (perception management)